# Italiaans kampioenschap waterpolo dames
De Serie A1 is de hoogste competitie voor waterpolo in Italië bij de dames. De organisatie is in handen van de Federazione Italiana Nuoto, de Italiaanse zwembond. Het wordt beschouwd als een van de grote Europese competities.

## Italiaanse landskampioenen Dames
| Seizoen   | Club                     |
| --------- | ------------------------ |
| 1984–1985 | Santa Maria Capua Vetere |
| 1985–1986 | Santa Maria Capua Vetere |
| 1986–1987 | Santa Maria Capua Vetere |
| 1987–1988 | Santa Maria Capua Vetere |
| 1988–1989 | Santa Maria Capua Vetere |
| 1989–1990 | Santa Maria Capua Vetere |
| 1990–1991 | Santa Maria Capua Vetere |
| 1991–1992 | Orizzonte Catania        |
| 1992–1993 | Orizzonte Catania        |
| 1993–1994 | Orizzonte Catania        |
| 1994–1995 | Orizzonte Catania        |
| 1995–1996 | Orizzonte Catania        |
| 1996–1997 | Orizzonte Catania        |
| 1997–1998 | Orizzonte Catania        |
| 1998–1999 | Orizzonte Catania        |
| 1999–2000 | Orizzonte Catania        |
| 2000–2001 | Orizzonte Catania        |
| 2001–2002 | Orizzonte Catania        |
| 2002–2003 | Orizzonte Catania        |
| 2003–2004 | Orizzonte Catania        |
| 2004–2005 | Orizzonte Catania        |
| 2005–2006 | Orizzonte Catania        |
| 2006–2007 | Fiorentina Waterpolo     |
| 2007–2008 | Orizzonte Catania        |
| 2008–2009 | Orizzonte Catania        |
| 2009–2010 | Orizzonte Catania        |
| 2010–2011 | Orizzonte Catania        |

## Meeste titels per club
| Club                     | Aantal | Jaartallen |
| ------------------------ | ------ | --- |
| Orizzonte Catania        | 19     | 1992, 1993, 1994, 1995, 1996, 1997, 1998, 1999, 2000, 2001, 2002, 2003, 2004, 2005, 2006, 2008, 2009, 2010, 2011 |
| Santa Maria Capua Vetere | 7      | 1985, 1986, 1987, 1988, 1989, 1990, 1991                                                                         |
| Fiorentina Waterpolo     | 2      | 2007, 2008 |